# Verszta
A verszta (néha verszt alakban is használatos; oroszul верста́) a metrikus rendszer bevezetése előtt Oroszországban használatos távolság-mértékegység. 1 verszta = 1066,78 méter.